# Cosmosoma plumosa
Cosmosoma plumosa är en fjärilsart som beskrevs av Rothschild 1911. Cosmosoma plumosa ingår i släktet Cosmosoma och familjen björnspinnare. Inga underarter finns listade i Catalogue of Life.